# Кунігунда Бранденбург-Кульмбаська
Кунігунда Бранденбург-Кульмбаська (нім. Kunigunde von Brandenburg-Kulmbach, 17 червня 1523 — 27 лютого 1558) — принцеса Бранденбург-Кульмбаська з роду Гогенцоллернів, донька маркграфа Бранденбург-Кульмбаху Казимира та баварської принцеси Сусанни, перша дружина маркграфа Баден-Дурласького Карла II.

## Біографія
Народилась 17 червня 1523 року в Ансбасі. Була четвертою дитиною та третьою донькою в родині маркграфа Бранденбург-Кульмбаху Казимира та його дружини Сусанни Баварської. Мала старшу сестру Марію та брата Альбрехта. Ще одна сестра померла немовлям до її народження.
Втратила батька у 4 роки. Маркграфом став її брат Альбрехт під опікою дядька Георга Сповідника. Матір у 1729 році взяла другий шлюб із пфальцграфом Нойбурзьким Отто Генріхом. Від неї принцеса отримала коштовний молитовник маркграфині Бранденбурзької, який наразі зберігається у Баденській державній бібліотеці.

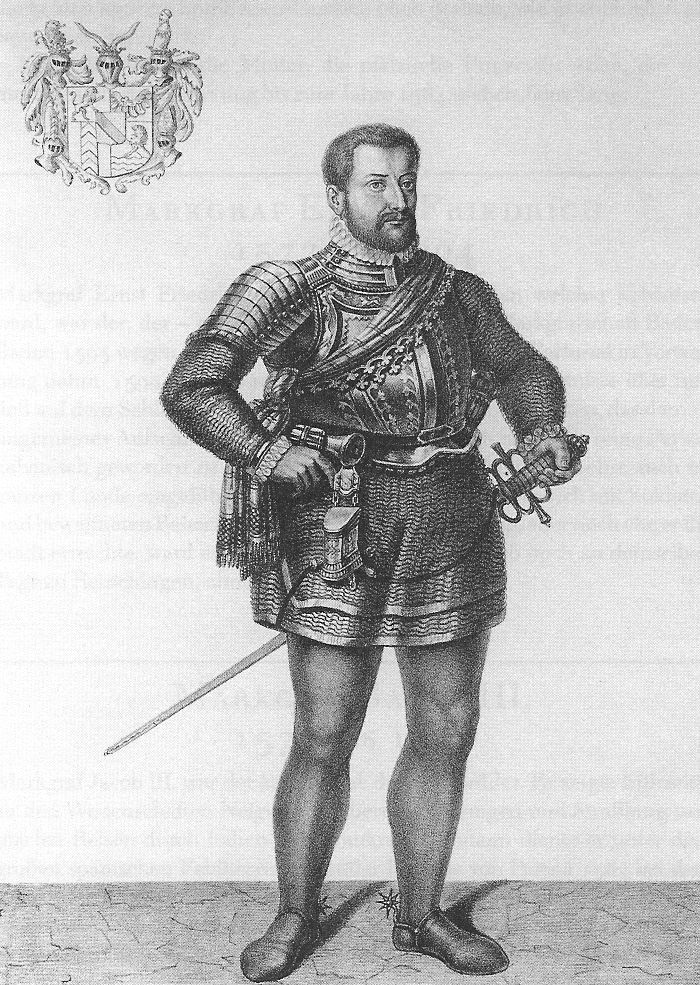
Карл II, гравюра

У 28 років Кунігунда стала дружиною 21-річного баденського принца Карла, молодшого сина маркграфа Баден-Пфорцгайму Ернста. Весілля відбулося 10 березня 1551 року у Нойштадті-на-Айші. Хоча Карл походив з морганатичного шлюбу, з вересня 1552 року він правив Верхнім Баденом від імені батька, а за кілька місяців — успадкував увесь Баден-Пфорцгайм. 
Кунігунда була лютеранкою, а Карл — лютераніном. Під впливом дружини від 1554 року він почав повільно впроваджувати Реформацію в країні.
Маркграфиня надала притулок своєму брату Альбрехту, який зазнав поразки у Другій маркграфській війні. Той провів у Пфорцгаймі решту життя і помер за рік до сестри. Ще до його смерті вони були одними з перших вельможних гостей курорта Лібенцелль.
Померла у Пфорцгаймі 27 лютого 1558 року. Була похована у замковій церкві Святого Міхаеля. Там же знаходиться її кенотаф.
Карл II за кілька місяців узяв другий шлюб з Анною Фельденцькою. У 1565 році він переніс столицю до Дурлаху, й у документах маркграфство почало йменуватися Баден-Дурлаським.

## Родина
Чоловік —  Карл II, маркграф Баден-Дурлаху
Діти:
- Марія (1553—1561) — прожила 8 років;
- Альбрехт (1555—1574) — спадкоємний принц Баден-Дурхалу, одруженим не був, дітей не мав.